# Henry Fry (homme politique)
Pour les articles homonymes, voir Henry Fry et Fry.
Henry Fry (29 janvier 1826-16 avril 1892) est un homme politique canadien de la Colombie-Britannique. Il est député provincial de la indépendant de la circonscription britanno-colombienne de Cowichan à la suite d'une élection partielle en 1887 à 1890.

## Biographie
Né à Barnstaple dans le Devon en Angleterre, Fry étudie sur place. Après être entrée dans l'entreprise familiale, il poursuit plus tard ses activités dans d'autres régions de l'Angleterre. S'installant à Hamilton en Ontario en 1855, il ouvre son entreprise sur place. Fry vend ensuite son entreprise pour retourner en Angleterre en 1860. 
Il s'installe à Victoria et ensuite dans la région de Cariboo en 1862 et où il devient mineur. De 1864 à 1869, il opère sa propre entreprise à Victoria. Fry ouvre également un ferme dans la vallée de Cowichan.
Élu lors d'une élection partielle à la suite du décès du député et premier ministre William Smithe en 1887, il ne se représente pas lors de l'élection générale suivante en 1890.